# Paramonai
I Paramonai (in greco Παραμοναί?) erano un leggendario reggimento di guardie bizantine del periodo paleologo.
Il nome deriva dal verbo greco παραμένω, che significa “stare vicino a qualcosa”. A differenza di altre importanti unità di guardia dell'esercito dell'era Paleologa, come la guardia variaga, il reggimento dei Paramonai era una formazione bizantina autoctona, anche se di essa si sa poco altro. La sua esistenza è attestata con sicurezza nelle fonti letterarie solo per il periodo dal 1272 al 1315.  Rodolphe Guilland ha ipotizzato che l'unità abbia sostituito gli spatharii durante il regno di Manuele I Comneno.
Sono ancora menzionati dallo scrittore Pseudo-Codino della metà del XIV secolo, il quale riporta che il reggimento aveva due divisioni, una a piedi e l'altra a cavallo, ciascuna comandata da un allagion, e che tutti i soldati erano armati di spada. La veridicità del racconto di Codino è impossibile da accertare.